# Salvinia molesta
L'erba pesce gigante (Salvinia molesta D.Mitch.) è una felce acquatica della famiglia Salviniaceae originaria del Brasile, che cresce sulla superficie di acque dolci stagnanti o lentamente fluenti.

## Descrizione
È una felce acquatica perenne con fronde la cui grandezza dipende dallo spazio in cui si trova e dal suo nutrimento; le fronde possono essere larghe da circa 15 mm fino a superare i 60 mm. Alcune fronde galleggiano sulla superficie acquatica assumendo le sembianze di foglie, di colore prima verde e poi marrone; altre sono situate sotto la superficie acquatica assumendo le sembianze di radici e agendo come stabilizzatori. Il fusto è dotato di peli, poco ramificato, orizzontale

## Biologia
È un ibrido pentaploide (numero cromosomico 2n=45) non in grado di produrre spore fertili. Si riproduce pertanto esclusivamente per via vegetativa, attraverso la dispersione di frammenti di fusto con gemme. La principale causa di dispersione accidentale è imputabile all'azione umana.

## Distribuzione e habitat
Salvinia molesta è originaria del Brasile sudorientale, ma è divenuta famosa per la sua invasività dopo essere stata trovata in altri paesi tropicali come l'Asia, l'Africa e l'Australia. 

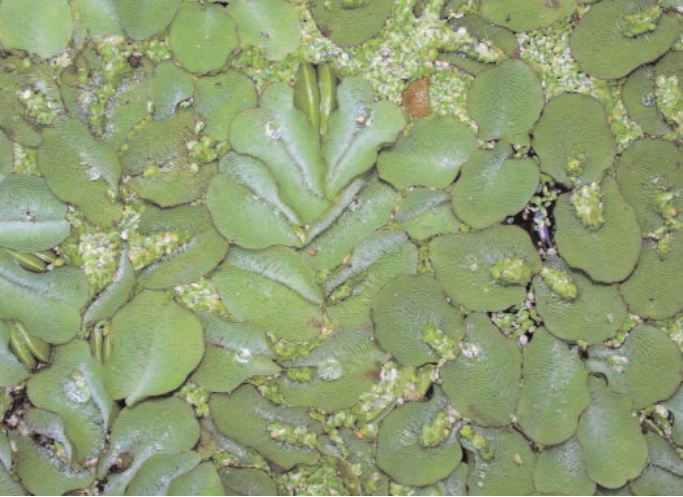
Salvinia molesta fotografata nel laghetto del Pozzo del Merro

In Europa la sua popolazione è più contenuta probabilmente per motivi climatici, è stata ritrovata solamente in Francia, Italia e Spagna, anche se le segnalazioni per quest'ultima non sono confermate.
In Italia la prima segnalazione è stata effettuata nel Fosso di San Giuliano Terme, in Toscana. Successivamente la specie è stata segnalata anche nel Lazio, nel Pozzo del Merro, una dolina carsica situata nei Monti Cornicolani; in questo sito la Salvinia molesta si è completamente sostituita all'originaria lenticchia d'acqua. La sua presenza in quel pozzo è stata probabilmente dovuta all'abbandono di una tartaruga palustre americana insieme a tutto il contenuto del suo acquario, che probabilmente conteneva i semi della pianta. Nel 2009 è stata condotta la bonifica del sito con la completa eradicazione della specie. Un'ulteriore segnalazione si è avuta più recentemente in Sardegna, presso la località Poggio dei Pini nel comune di Capoterra (CA).
Predilige le acque stagnanti e in condizioni favorevoli è in grado di coprire quasi completamente la superficie dell'acqua.